# 酸化ビスマス(III)
酸化ビスマス(III)（さんかビスマス(III)）は、おそらく工業的に最も重要なビスマスの化合物である。また、ビスマスの化学の共通出発点でもある。自然には鉱物のビスマイト（単斜晶系）とスフェロビスモアイト（正方晶系、ビスマイトよりずっと珍しい）として発見されるが、通常は銅と鉛の鉱石を製錬したときの副産物として得られる。赤鉛の代用物として花火の「ドラゴンズエッグ」効果を生み出すために一般的に使用されている。

## 構造
Bi2O3がとる構造は、酸化ヒ素(III)As2O3や酸化アンチモン(III)Sb2O3がとる構造とは大きく異なる。

温度の関数としてのBi_{2}O_{3}の4つの多形の存在領域。(a) 727 ℃を超える温度で加熱すると、α相がδ相に変化し、融点の824 ℃に達するまで構造は維持される。冷却するとδ相は (b) に示すように650 ℃でβ相に、もしくは (c) に示すように639 ℃でγ相に変化する。β相は303 ℃でα相に変化する。冷却速度が非常に遅い場合、γ相は室温まで持続することがあり、そうでなければ500 ℃でα相に変化する。

酸化ビスマスBi2O3には5つの結晶学的多形がある。室温相であるα-Bi2O3は単斜晶構造を有する。3つの高温相、正方晶のβ相、体心立方晶のγ相、立方晶のδ相とε相がある。室温のα相は酸素原子の層とその間にビスマス原子の層があるという複雑な構造をしている。ビスマス原子はそれぞれ歪んだ6配位と5配位で記述できる2つの異なる環境にある。
β-Bi2O3は蛍石に関連する構造を持つ。
γ-Bi2O3はBi12SiO20（シレナイト）に関連する構造を持ち、Bi原子の一部がSiIVの占める位置を占め、Bi12Bi0.8O19.2と書くことができる。
δ-Bi2O3は単位格子内の8つの酸素サイトのうち2つが空になった欠陥蛍石型結晶構造を持つ。ε- Bi2O3はα相とβ相に関連した構造を持つが、完全に整列されておりイオン性絶縁体である。水熱的な方法で調製することができ、400 ℃でα相に変化する。
単斜晶のα相は729 ℃で加熱すると立方晶のδ-Bi2O3に変化し、融点である824 ℃に達するまで構造を維持する。δ相からの冷却におけるBi2O3の挙動はより複雑であり、2つの中間淳安定相である正方晶β相や立方晶γ相が形成される可能性がある。γ相は非常に遅く冷却したときに室温で存在することができるが、β相を冷却するとα-Bi2O3が常に生成する。熱により形成された場合、温度が727 ℃以下に下がるとα-Bi2O3に戻るが、δ-Bi2O3は電着法により直接形成され、室温でpHが14付近になるように水酸化ナトリウムや水酸化カリウムを豊富に含ませたビスマス化合物の電解質中で比較的安定な状態を保つ。

## 伝導性
α相は室温でp型の電子伝導性（電荷が正孔により運ばれる）を示し、酸素分圧により550 ℃から650 ℃の間でn型の電子伝導性（電荷が電子により運ばれる）に変化する。β、γ、δ相の伝導性は酸化物イオンを主な電荷キャリアとするイオン性が優勢である。これらのうち、δ-Bi2O3が最も高い伝導性を持つことが報告されている。750 ℃でのδ-Bi2O3の伝導率は通常約1 S cm−1であり、中間相よりも約3桁大きく、単斜晶相よりも4桁大きい。δ-Bi2O3は単位格子内の8つの酸素サイトのうち2つが空孔である欠陥蛍石型の結晶構造を持つ。これらの固有空孔は、Bi3+の6s2孤立電子対の電子を持つ陽イオン副格子の分極性が高いため高い移動性を有する。Bi-O結合は共有結合の性質を持っているため、純粋なイオン結合よりも弱く、酸素イオンはより自由に空孔に入り込むことができる。
δ-Bi2O3の単位格子内の酸素原子の配置は、これまで多く議論の的となってきた。3つの異なるモデルが提案されている。Sillénは1937年、急冷した試料に粉末X線回折を使用し、Bi2O3の構造は酸素空孔が <111> に沿って、つまり立方体の対角線に沿って置かれる単純な立方相であることを報告した。GattowとSchroderは1962年、このモデルを否定し、単位格子内の各酸素部位（8c部位）は75%の占有率を持つと記述した。言い換えれば6つの酸素原子が単位格子内の8つの可能な酸素部位にランダムに分布している。現在、ほとんどの専門家は完全に無秩序な酸素副格子がよりよく高い導電性を説明するため、後者の説明を支持しているようである。
Willisは1965年、中性子回折を使用し蛍石 (CaF2) 系を研究した。彼は、理想的な蛍石結晶構造では記述できず、フッ素原子が規則的な8c位置から格子間位置の中心に向かって変位していることを決定した。Shukらは1996年に、Sammesらは1999年に、δ-Bi2O3では無秩序の程度が高いため、Willisのモデルを用いて構造を記述することも可能であると提案している。

### 固体酸化物燃料電池(SOFC)における使用
δ-Bi2O3は主にイオン伝導体であるため、関心が集まっている。固体電解質の可能な用途を検討するときには、電気特性に加えて熱膨張特性は非常に重要である。熱膨張係数が高いことは加熱および冷却した時大きく寸法が変化することを意味し、これは電解質の性能を制限する。高温のδ-Bi2O3から中間体のβ-Bi2O3への変化は大きな体積変化を伴い、結果として材料の機械的特性が低下する。これをδ相の非常に狭い安定性範囲 (727 – 824 °C) と組み合わせることで、室温での安定化に関する研究につながった。
Bi2O3は、他の多くの金属酸化物と容易に固溶体を形成する。これらのドープ系は、ドーパントの種類、ドーパントの濃度、試料の熱履歴に依存する複雑な構造と特性を示す。最も広く研究されている系は、イットリア (Y2O3) を含む希土類金属酸化物Ln2O3を含む系である。希土類金属の陽イオンは一般的に非常に安定しており、互いに似た化学的性質を持ち、半径1.03 ÅのBi3+と大きさが近いためいずれも優れたドーパントとなる。さらに、それらのイオン半径はLa3+  (1.032 Å) からNd3+ (0.983 Å)、Gd3+ (0.938 Å)、Dy3+ (0.912 Å)、Er3+ (0.89 Å)、Lu3+ (0.861 Å) まで単調減少する（ランタノイド収縮として知られる）。このことはBi2O3相の安定性に対するドーパントの大きさの影響を研究するのに役立つ。
また、Bi2O3はSc2O3をドープしたジルコニア系で中間温度のSOFCの焼結助剤としても使用されている。

## 調製
酸化ビスマス(III) は、商業的には次硝酸ビスマスから作られる。後者はビスマスを熱硝酸に溶解することにより作られる。過剰の水酸化ナトリウムを加え、それに続けて混合物を連続的に加熱すると酸化ビスマス(III)が濃い黄色の粉末として沈殿する。また、水酸化ビスマスを燃焼させることによっても調製できる。次炭酸ビスマスを約400 ℃で加熱することによっても得ることができる。

## 反応
過硫酸アンモニウムと希釈した苛性ソーダで酸化すると、四酸化ビスマスが生成される。これはフェリシアン化カリウムや濃縮した苛性カリ溶液などの他の酸化物を使用しても得られる。
熱濃縮アルカリ溶液中で酸化ビスマス(III) を電気分解することで、酸化ビスマス(V) の緋色で赤い沈殿物が得られる。酸化ビスマス(III)は鉱酸と反応して対応するビスマス(III)塩を生成する。
無水酢酸およびオレイン酸との反応により、ビスマストリオレートが得られる。

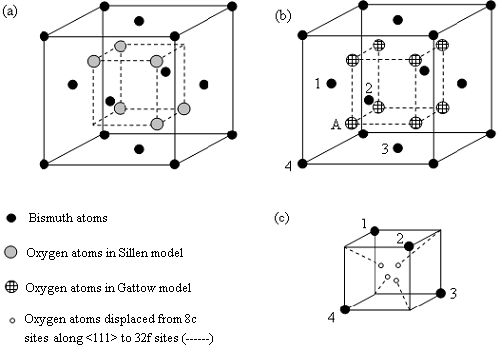
(a) Sillénモデル; 空孔が<111>に沿う。(b) Gattowモデル; 空孔は酸素副格子で完全にランダムであり、各酸素サイトは75%の占有率である。(c) Willisモデル; 規則的な8cサイト（例えば、(b) においてAと書かれている原子）から32fサイトに<111>に沿って変位した酸素原子。(c) で1-4と番号がつけられたBi^{3+}イオンは(b)で1-4と番号がつけられたものに対応する。

水に溶解した大気中の二酸化炭素は、酸化ビスマス(III) と容易に反応して次炭酸ビスマスを生成する。酸化ビスマスを塩基性酸化物と見なすことで、二酸化炭素との高い反応性が説明できる。ただし、酸化ビスマスの構造内部にSi(IV) などの酸性陽イオンが導入された場合、二酸化炭素との反応が生じない。

## 医療機器での使用
酸化ビスマスは、歯科材料を周囲の歯の構造よりもX線に対して不透明にするためにときどき使用される。特に酸化ビスマス(III) は、主にケイ酸二カルシウムとケイ酸三カルシウムの粉末の混合物とともに水硬性ケイ酸セメント（hydraulic silicate cement, HSC. 元々はMTAという商品名であり、化学的には意味のないmineral trioxide aggregateの略）に10 - 20質量パーセント使用されている。このHSCは、歯根端切除術、根尖閉鎖術、覆髄、歯髄切断法、パルプ・リジェネレーション、医原性穿孔の内部修復、吸収穿孔の修復、根管の封印および閉塞などの歯科治療に使用される。MTAは水と混合すると硬い充填剤になる。一部の樹脂ベースの材料には酸化ビスマスを入れたHSCも含まれる。酸化ビスマスは高pHでは不活性ではないと主張されており、特にHSCの硬化を遅らせるだけでなく、光への曝露や次亜塩素酸ナトリウムなどの歯の治療に使われたかもしれない他の材料との反応によって、時間の経過とともに色を失う可能性がある。

## 関連文献
- Shannon, R. D. (1976). “Revised effective ionic radii and systematic studies of interatomic distances in halides and chalcogenides”. Acta Crystallographica Section A 32 (5):  751–67. Bibcode: 1976AcCrA..32..751S. doi:10.1107/S0567739476001551.
- Vannier, R.N.; Mairesse, G.; Abraham, F.; Nowogrocki, G. (1993). “Incommensurate Superlattice in Mo-Substituted Bi4V2O11”. Journal of Solid State Chemistry 103 (2):  441–6. Bibcode: 1993JSSCh.103..441V. doi:10.1006/jssc.1993.1120.